# Cathédrale Saint-Joseph de Kribi
La cathédrale Saint-Joseph de Kribi, fondée en 1891 par le père Vieter, a joué un rôle central dans l'implantation de la foi catholique dans la région. La célébration des 125 ans de l'Église catholique à Kribi en 2016 a marqué un jalon important dans son histoire. La cathédrale, fruit de la Mission allemande Pallottine, est l'une des plus anciennes du Cameroun. Sa structure coloniale du XIXe siècle, sa rénovation en 2002 et son architecture intérieure lumineuse en font un lieu emblématique chargé d'histoire.

## Historique
La cathédrale Saint-Joseph de Kribi a été fondée en 1891 par le père Vieter, marquant le début d'une mission catholique importante dans la région. L'œuvre missionnaire s'est poursuivie jusqu'à nos jours sous la direction de personnalités telles que Heinrich Vieter et Damase Zinga Atangana.
En 2016, la célébration des 125 ans de l'église catholique à Kribi a été marquée par une messe spéciale présidée par Damase Zinga et concélébrée par d'autres dignitaires religieux. La cathédrale Saint Joseph de Kribi, construite par la Mission allemande Pallottine, est l'une des plus anciennes du Cameroun. Elle a été rénovée en 2002, conservant son style colonial du XIXe siècle.

## Architecture
La cathédrale, d'un seul vaisseau avec un haut clocher à toit conique, possède une entrée en façade donnant sur la mer. Son intérieur lumineux est constitué d'une nef avec des collatéraux soutenus par des piliers carrés. L'abside polygonale abrite le chœur, tandis que de grands vitraux polychromes illuminent la nef. La cathédrale dégage une sérénité typique des édifices religieux africains.
C'est également le lieu où a été consacré le "St Joseph Center" lors des assises de la conférence Episcopale Provinciale de Yaoundé. En outre, la cathédrale a été le lieu des obsèques de Joseph Befe Ateba, premier évêque du diocèse de Kribi, mort en 2014.